# Shiho Kaneda
Shiho Kaneda (jap. 金田 志保, Kaneda Shiho) ist eine ehemalige japanische Fußballspielerin.

## Karriere
Kaneda wurde 1981 in den Kader der japanischen Nationalmannschaft berufen und kam bei der Fußball-Asienmeisterschaft der Frauen 1981 zum Einsatz. Insgesamt hat sie vier Länderspiele für Japan bestritten.